# Carabodes cherokee
Carabodes cherokee är en kvalsterart som beskrevs av Robert Gatlin Reeves 1993. Carabodes cherokee ingår i släktet Carabodes och familjen Carabodidae. Inga underarter finns listade.